# Tømmermænd i Thailand
Tømmermænd i Thailand (originaltitel: The Hangover: Part II) er en amerikansk komediefilm fra 2011, og er efterfølgeren til Tømmermænd i Vegas. Filmen er instrueret og skrevet af Todd Phillips med Scott Armstrong som medforfatter. Hovedrollerne spilles igen af Bradley Cooper, Ed Helms og Zach Galifianakis.
Optagelserne påbegyndtes i oktober 2010.

## Medvirkende
- Bradley Cooper som Phil Wenneck
- Ed Helms som Stu Price
- Zach Galifianakis som Alan Garner
- Heather Graham som Jade